# Jean-Luc Addor
Pour les articles homonymes, voir Addor.
Jean-Luc Addor, né le 22 avril 1964 à Lausanne (originaire de Savièse et Sainte-Croix, double national italo-suisse), est une personnalité politique suisse, membre de l'Union démocratique du centre (UDC). 
Il est député du canton du Valais au Conseil national depuis 2015.

## Biographie
Jean-Luc Addor naît le 22 avril 1964 à Lausanne. Il est originaire de Savièse, dans le canton du Valais, et de Sainte-Croix, dans le canton de Vaud. Il possède également la nationalité italienne.
Il obtient une licence en droit de l'Université de Lausanne en 1986 et son brevet d'avocat au barreau valaisan en 1991,.
Après avoir été greffier au Tribunal de l'Entremont, il est nommé juge d'instruction pour le Valais central en 1992. Il est destitué en 2001 par le Tribunal cantonal du Valais en raison de diverses affaires en lien avec des conflits d'intérêts. Il exerce ensuite comme avocat dans sa propre étude.
Il est marié et père de deux enfants. À l'armée, il a le grade de capitaine.

## Parcours politique
Il est élu député au Grand Conseil valaisan en 2005. Réélu en 2009 et en 2013, il est chef du groupe UDC de 2005 à 2013. Il siège parallèlement au Conseil communal (exécutif) de la commune de Savièse à partir de 2009. En 2015, il démissionne de ces deux mandats,.
En 2015, il est élu au Conseil national, où il rejoint la Commission des institutions politiques (CIP). Ses thématiques favorites sont l’immigration et l'armée. Il est réélu en 2019 et siège désormais, en plus de la commission précitée, au sein de la Commission de la politique de sécurité (CPS). Il est réélu pour un troisième mandat en 2023, terminant cinquième des huit élus.
Il est vice-président de l'UDC du Valais romand et membre du comité central de l'UDC Suisse[réf. nécessaire].

## Positionnement politique
En 2013, il se fait remarquer en réclamant dans un réseau social le rétablissement de la peine de mort.
Durant la pandémie de Covid-19, Jean-Luc Addor se voit reprocher des amalgames sur la vaccination ainsi que son opposition à l'application SwissCovid,.
En 2021, il fait partie du comité référendaire opposé au mariage entre personnes de même sexe. En 2023, il apparaît aux côtés du collectif identitaire féministe Némésis, dont il se dit solidaire. 

## Condamnation pour racisme
En 2014, à propos d'une fusillade devant une mosquée de Saint-Gall, Jean-Luc Addor écrit « On en redemande ! » sur ses comptes Facebook et Twitter. Défendu par Marc Bonnant, il est condamné en 2017 pour discrimination raciale et incitation à la haine,. En 2020, le Tribunal cantonal valaisan puis le Tribunal fédéral confirment sa condamnation.

## Mandats associatifs
Il est élu en 2018 vice-président de ProTell, association militant pour un droit de port et possession d'arme à feu libéral en Suisse, puis président (ad interim) en 2019 à la suite de Hans-Peter Wüthrich. Il est confirmé comme président lors de l'assemblée générale de ProTell de 2021,.
Il est également membre de l'Action pour une Suisse indépendante et neutre.
Il est élu président du syndicat du personnel douanier Garanto le 13 juin 2025, s'imposant par 19 voix contre 11 au socialiste Emmanuel Amoos. Il est le premier membre de l'UDC à la tête d'un syndicat.

## Publications
- Pas d'armée, pas de Suisse : Réflexions et arguments publiés sous la direction de Jean-Luc Addor, t. 118, Cahiers de la Renaissance vaudoise, 1989 (ISBN 2-88017-118-0).